# Serixia microphthalma
Serixia microphthalma là một loài bọ cánh cứng trong họ Cerambycidae.